# クロサイ
クロサイ (Diceros bicornis) は、哺乳綱奇蹄目サイ科クロサイ属に分類される奇蹄類。現生種では本種のみでクロサイ属を構成する。

## 分布
アンゴラ、ケニア、ジンバブエ、タンザニア、ナミビア、南アフリカ共和国、モザンビーク。エチオピアでは絶滅したと考えられ、カメルーン、チャドでは絶滅した。エスワティニ、ザンビア、ボツワナ、マラウイ、ルワンダに再導入。
模式標本の産地（基準産地・タイプ産地・模式産地）は、喜望峰。

## 形態
頭胴長（体長）280 - 290センチメートル。尾長60センチメートル。肩高132 - 180センチメートル。体重350 - 1,300キログラム。雌はこれよりもやや小さい。頭部や胴体は長く、頸部は太い。成獣では耳介や尾の先端を除いて、体毛で被われない。体色は灰色や灰褐色で、生息地の土の色によって異なる。むしろ口の幅が広くwide rhinoceros とされるべきところのサイが誤記されて white rhinoceros、つまりシロサイとされてしまったため、それと対照的なもう一方のアフリカのサイをクロサイとしてしまったと考えられている。
耳介は長く筒状。頭部には2つの角がある。属名Diceros、種小名bicornis ともに「2つの角」の意。前角長42 - 135センチメートル。後角長20 - 50センチメートル。個体によっては、3本目の小さい角がある。
吻端が尖り、上唇がよく動く。これにより木の葉を、口元に大量に引き寄せて食べることができる。門歯がない。
出産直後の幼獣は体重22 - 45キログラム。

## 分類
以下の亜種の分類は、IUCN(2012)に従う。
Diceros bicornis bicornis (Linnaeus, 1758)
アンゴラ南部、ナミビア、ボツワナ西部、南アフリカ共和国南東部および南西部
†Diceros bicornis longipes Zukowsky, 1949（絶滅亜種）
模式産地はチャド。
Diceros bicornis michaeli Zukowsky, 1965
エチオピア、ケニア、ソマリア、タンザニア中北部、南スーダン。模式産地はタンザニア。
Diceros bicornis minor Drummond, 1876
ザンビア、ジンバブエ、タンザニア南部、南アフリカ共和国北東部、モザンビーク。模式産地はズールーランドとされる。

## 生態
藪地に生息するが、山地の森林に生息することもある。ンゴロンゴロの個体群ではオス26,000ヘクタール、メス259 - 4400ヘクタールの行動圏内で生活する。薄明薄暮性で、昼間は木陰などで休む。単独で生活するが、以前は約10頭からなる小規模な群れを形成することもあった。水浴びを好むが、乾季には砂浴びも行う。また寄生虫の防除や体温調節のために泥浴びを行う。危険を感じると、突進し威嚇することもある。走行速度は時速50キロメートルに達する。時には母娘で集団をつくっていることもある。
主に低木の葉を食べるが、乾季は草本も食べる。共生関係にある生物としてウシツツキ類が挙げられ、外部寄生虫を食べたり危険を知らせてくれる。アマサギ・テリムクドリ属・オウチュウ類も共生関係になることもある。幼獣の捕食者はブチハイエナやライオンが挙げられ、ライオンは成獣も襲ったり殺した報告例がある。
交尾は季節によらず行われるが、出産は雨季の終わりの乾燥した環境で行われることが多い。妊娠期間は平均465日（419 -476日）もしくは463日（438 - 480日）とする報告例がある。1回に1頭の幼獣を、2 - 3年に1回だけ産む。授乳期間は1年だが、幼獣は母親が次の幼獣を産む前まで一緒に行動する。オスは生後7 - 8年、メスは生後5 - 7年で性成熟する。寿命は40年以上と考えられている。

## 人間との関係
医学的な証明がないにも拘らず、角は万病を治す漢方薬と信じられている。またイエメン北部などではジャンビーヤ（短剣）の柄に用いられる。
ブラックマーケットで同じ重さの金よりも高額で取引されるため、角目的の乱獲により、生息数は激減した。主な消費国はベトナム、中国、日本などのアジア諸国である。1975年のワシントン条約発効時にはワシントン条約附属書IIに掲載され、1977年にはサイ科単位でワシントン条約附属書Iに掲載されている。
1960年の生息数は100,000頭と推定されていたが、1960年代から1995年にかけて生息数が約98 %減少した。1996年における生息数は、2,408頭と推定されている。地域別ではジンバブエの1980年代における生息数は1,400 - 1,754頭、1990年における生息数は1,700頭、1993年における生息数は381頭、1996年における生息数は315頭と推定されている。タンザニアでの1980 - 1984年における生息数は3,130 - 3,795頭、1996年における生息数は32頭と推定されている。
国際サイ基金によると、クロサイの生息数は徐々に回復しつつあり、2003年には3610頭、2007年には4180頭、2013年には5055頭,
2018年には5630頭となっている。しかし、上記の通り依然としてサイの密猟は横行しており、現在も決して楽観できる状況ではない。
D. b. bicornis
2010年における基亜種の生息数は1,920頭。
VULNERABLE (IUCN Red List Ver. 3.1 (2001))

D. b. longipes
2006年以降は確認例がなく、絶滅したと考えられている。
EXTINCT (IUCN Red List Ver. 3.1 (2001))
D. b. michaeli、D. b. minor
2010年における亜種D. b. michaeliの生息数は740頭、亜種D. b. minor生息数は2,220頭。
CRITICALLY ENDANGERED (IUCN Red List Ver. 3.1 (2001))

## 飼育

### 日本
日本に初めてクロサイがやって来たのは、1933年にドイツのハーゲンベックサーカスの来日まで遡り、本格的な飼育は1952年に上野動物園が始め、東山動物園や福岡市動植物園、天王寺動物園などが後に続いたが、日本で初めての赤ちゃんは1963年11月に神戸市立王子動物園で産まれ、1994年には天王寺動物園で初の3世が誕生している。飼育下での最高齢は安佐動物公園の雌の個体「ハナ」で、推定52歳である。
日本では2020年の時点で日本ではさい科（サイ科）単位で特定動物に指定されており、2019年6月には愛玩目的での飼育が禁止された（2020年6月に施行）。2005年の時点で、240頭（亜種D. b. michaeli171頭、亜種D. b. minor69頭）が飼育されていた。世界中の動物園等の飼育施設では、飼育下での繁殖や個体の交換などによって個体数を増やす努力が続けられている。